# Vratislav Lokvenc
Vratislav Lokvenc (ur. 27 września 1973 w Náchodzie) – czeski piłkarz występujący na pozycji napastnika. Do jego znaków rozpoznawczych należały wzrost (196 cm) oraz związana z nim dobra gra głową.

## Kariera
Vratislav Lokvenc zaczynał karierę w 1992 roku i grał kolejno w FC Hradec Králové, Sparcie Praga, 1. FC Kaiserslautern, VfL Bochum i Red Bull Salzburg. Najlepszy okres w jego karierze przypadł na czas gry w Sparcie, z którą 7-krotnie, rok po roku, zdobywał mistrzostwo kraju, strzelając 74 gole w 163 meczach. W latach 2005–2007 występował w Austrii i w 2007 roku wywalczył mistrzostwo tego kraju. Na początku 2008 odszedł do FC Basel. Ostatnim klubem w karierze Lokvenca był niemiecki FC Ingolstadt 04, w którym w 2009 roku zakończył piłkarską karierę.
Przez wiele lat Lokvenc grał w reprezentacji Czech, w której debiutował 6 września 1995 w eliminacyjnym spotkaniu do ME 1996 (wszedł na ostatnie 10 minut, a zespół zwyciężył 2-0). Po tym spotkaniu zagrał jeszcze w potyczce z Luksemburgiem i na blisko 2 lata zniknął z kadry. Od 1997 był jednak regularnie powoływany do reprezentacji. Od czasu MŚ 2006, na skutek ciężkiej kontuzji, Lokvenc nie pojawił się już nigdy w barwach narodowych. Ostatecznie w kadrze Vratislav rozegrał 74 mecze i strzelił 14 bramek.